# Gianluca Ferraris
Pour les articles homonymes, voir Ferraris.
Gianluca Ferraris, né le 29 novembre 1976 à Gênes et mort le 14 mars 2022 à Milan, est un écrivain et journaliste italien.

## Biographie
Gianluca Ferraris est né à Gênes le 29 novembre 1976. Il étudie les sciences politiques et obtient un master de journalisme à Milan. Il a travaillé pour les publications Panorama, Chi (it) et Economy, et pour le programme Quarto Grado (it) de Rete 4.
En 2016, il rejoint Donna Moderna (it) comme chef adjoint de la rédaction.
Ses écrits importants portent sur les paris sur le football, l'infiltration criminelle du monde du jeu, le terrorisme et l'enquête sur le Monte dei Paschi di Siena. Gianluca Ferraris est mort à Milan le 14 mars 2022.

## Œuvres
- Le cellule della speranza (Sperling & Kupfer), 2011.
- Gioco sporco (Baldini e Castoldi), 2011.
- Pallone criminale (Ponte alle Grazie), 2012.
- Singapore Connection (Informant), 2013.
- A Milano nessuno è innocente (Novecento), 2015.
- Piombo su Milano (Novecento), 2016.
- Shaboo (Novecento), 2017.
- Perdenti (Piemme), 2021.